# Фернандо Варгас
Фернандо Варгас (англ. Fernando Vargas; нар. 7 грудня 1977, Окснард, Каліфорнія, США) — американський боксер-професіонал, який виступав у 1-й середній, середній та 2-й середній вагових категоріях. Чемпіон світу в 1-й середній (версія WBA (2001—2002) та IBF (1998—2000) ваговій категорії.